# 泰勝寺跡

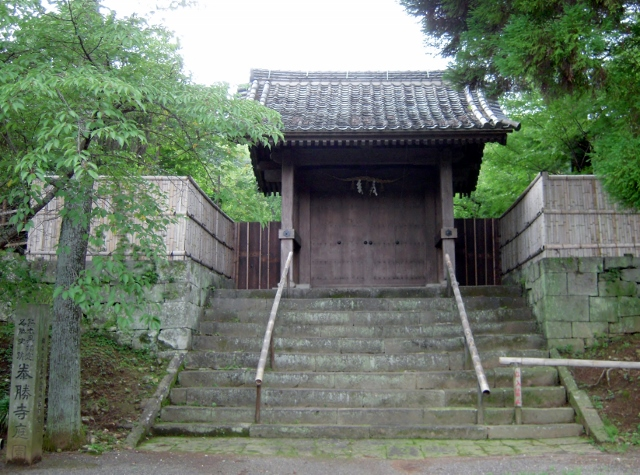
泰勝寺跡

泰勝寺跡（たいしょうじあと）は、熊本県熊本市中央区黒髪の立田自然公園内にある国指定の史跡。
同地には江戸時代を通じて肥後熊本藩主・細川家の菩提寺であった「龍田山泰勝寺」（りゅうでんさんたいしょうじ）が建っていたが、明治初年の神仏分離令発布後に廃寺となり、同家の別邸に改められた。平成7年（1995年）11月28日、同じく細川家菩提寺であった妙解寺（みょうげじ）跡（熊本市西区・北岡自然公園内）と共に「熊本藩主細川家墓所」（くまもとはんしゅほそかわけぼしょ）の名称で国から史跡に指定された。一般的に「泰勝寺跡」というが、細川家立田別邸が正式名称である。敷地は細川家の屋敷部分、庭園、墓地とに分かれている。

## 歴史

### 創建から幕末まで
泰勝寺は、小倉藩主・細川忠興（三斎）が父・幽斎の追善のため、慶長11年（1611年）3月に小倉に泰勝院を建立したのがその始まりで、同院は後に熊本藩主・加藤家が改易され、寛永9年（1632年）に細川家が同藩へ転封されるに合わせて、八代城に隠居した三斎により小倉から八代へ移された。
一方、熊本城主になった忠利も、寛永14年（1636年）に立田山の山麓に祖父・幽斎と祖母・麝香の方および母・玉子を祀る寺を建立し、これも泰勝院と命名した。忠利死後、藩主の座を継いだ光尚は京都・妙心寺より大淵玄弘和尚を招いて泰勝院住職とし、正保3年（1646年）には、玉子の隣に三斎の墓を営んだ。光尚はその後、八代の泰勝院を廃すると立田山の泰勝院に併合して「瑞雲山泰勝寺」と改め、さらに綱利の代に山号を「龍田山」に改称した。
なお、忠利以降9代・治年までの藩主は花岡山山麓に建立された妙解寺に葬られたが、10代・斉茲や11代・斉樹、13代・韶邦、最後の藩主・護久は再び泰勝寺に墓が建てられている。

### 明治以降
明治初年の神仏分離令に伴い、細川家は菩提寺であった妙解寺と泰勝寺を廃して同家別邸とし、泰勝寺の本堂を神式の祠堂に改めた。以後は細川家立田別邸と称するのが正式であるが、一般には泰勝寺跡で通っている。昭和30年（1955年）から、熊本市が細川家より庭園部分を借り受け、立田自然公園として一般に開放している。

## 事件
2023年（令和5年）2月2日、細川家の初代藤孝（幽斎）夫妻と2代忠興・ガラシャ夫妻の墓「四つ御廟」に、何者かが液体をかけたような跡が見つかった。熊本市は県警に被害届を提出。人為的に汚された可能性が高いとみている。

## 見どころ
前期細川家当主の墓、泰勝寺歴代住職の墓の他に、宮本武蔵の供養塔といわれる五輪塔がある。この五輪塔は武蔵に引導を渡したとされる同寺2代住職・春山和尚の墓の横にあるが、実際には鎌倉から室町時代にかけて作られた五輪塔から様々な部材を寄せ集めて作られたとみられる。
敷地の一角には、大正12年（1923年）に、三斎による設計図を元にして建てられた茶室・仰松軒（こうしょうけん）がある。
このほか、板碑や豊臣秀吉・千利休が使用したと伝えられる手水鉢など、さまざまな歴史的遺物がある。

## 参観案内
- 交通: 公共交通機関利用の場合:バス　交通センターから子飼経由大津・武蔵ヶ丘方面行き乗車、立田自然公園入口下車徒歩10分
- 自動車利用の場合: 熊本インターから国道57号線を熊本市街方面へ、県道337号線へ入り立田自然公園手前、計25分
- 利用時間　8時30分より、駐車場（30台）、トイレあり。
- 料金　大人　200円、小中学生　100円
- 所在地　熊本市黒髪4丁目610